# Moto perpetuo (album Luca Madonia)
Moto perpetuo è il terzo album del cantautore italiano Luca Madonia, pubblicato dall'etichetta discografica RTI e distribuito dalla Ricordi nel 1994.
L'album, disponibile su musicassetta e compact disc, è prodotto da Mauro Paoluzzi. I brani sono interamente composti dall'interprete, eccetto Moto perpetuo, alla cui stesura partecipa Franco Battiato.
Dal disco viene tratto il singolo omonimo.

## Tracce

### Lato A
1. Moto perpetuo
2. Hotel de l'Amour
3. Non pagheremo più
4. Cosa mi succede
5. Io e Francesco

### Lato B
1. Fino alla luna
2. Tu come me
3. Insciallah
4. Grida
5. Basta poco

## Formazione
- Luca Madonia – voce, chitarra
- Nicolò Fragile – tastiera
- Toni Carbone – basso
- Mauro Paoluzzi – chitarra
- Maxx Furian – batteria